# Kickstarts
Kickstarts is een nummer van de Britse artiest Example en komt van zijn tweede studioalbum Won't Go Quietly. Het nummer kwam beschikbaar als muziekdownload op 13 juni, en als fysieke single op 14 juni 2010. De productie was in handen van de Britse drum-and-bass-artiest Sub Focus.

## Tracklist
| Nr. | Titel                                 | Duur |
| --- | ------------------------------------- | ---- |
| 1.  | Kickstarts (radioversie)              | 3:01 |
| 2.  | Kickstarts (extended mix)             | 5:31 |
| 3.  | Kickstarts (The Wideboys Stadium mix) | 6:32 |
| 4.  | Kickstarts (Afrojack remix)           | 6:31 |
| 5.  | Kickstarts (Fenech Soler remix)       | 5:45 |